# Kratés z Théb
Kratés z Théb, řecky Κράτης (asi 365 př. n. l. – asi 285 př. n. l.) byl starořecký filozof a potulný kazatel z kynické školy. Byl žákem Diogénovým. Jeho žákem byl Zénón z Kitia, zakladatel stoické školy.

## Život a názory
Kratés pocházel z Théb a byl původně bohatým člověkem. Když se stal stoupencem kynické filozofie, vzdal se svého majetku a vedl prostý život podle zásad kynismu. Stejně jako Diogenés se cítil být světoobčanem a někdy bývá pokládán i za tvůrce slova kosmopolita. Tvrdil, že ačkoli on sám pochází z Théb a Diogenés ze Sinópé, sdílí s Diogenem společné občanství na základě toho, že oba patří ke království moudrých. Byl též nazýván „Otvírač dveří", protože vcházel bez vyzvání do cizích domů a napomínal tam lidi v duchu kynických názorů.
Ottův slovník naučný o něm uvádí: „Proniknut přesvědčením, že rozkoš jest zlem a že pro člověka jedině má význam rozluka mezi dobrem a mravním zlem, odmítal filosofii spekulativní jako zaměstnání pro člověka zbytečné. Snaha býti co možno nejvíce živu podle přírody a s ní se sblížiti vedla jej k podivínstvím a výstřednostem, jež na mnoze až zarážejí. Pozoruhodno jest, že ze vlivu Kratétova vyšel stoicismus.“
Kratétovými žáky byli Métroklés z Maróneie a Hipparchia z Maróneie, Métrokleova sestra. Hipparchii se líbily Kratétovy řeči i jeho způsob života, který byl oproštěn téměř ode všech potřeb, a nakonec se do něho zamilovala. Hrozila dokonce svým rodičům, že si vezme život, nedají-li mu ji. Rodiče prosili Kratéta, aby jejich dceru od tohoto úmyslu odradil.
Kratés řekl Hipparchii, že nemůže být jeho družkou, nebude-li s ním sdílet i jeho asketický životní styl. Ona však souhlasila a v prostém oděvu provázela Kratéta na cestách po Řecku.
Kynikové zavrhovali společenské konvence, které jsou dle jejich názoru v rozporu s přírodou. Tento postoj demonstrovali Kratés a Hipparchia také tím, že spolu veřejně obcovali. Dle některých zpráv hned poté, co Hipparchia přijala kynický způsob života, zavedl ji Kratés do sloupořadí, kde s ní chtěl obcovat, a byli by tam uskutečnili své spojení všem na očích, kdyby přes ně Zénón nepřehodil plášť.
Nejvýznamnějším žákem Kratétovým byl nepochybně Zénón z Kitia, zakladatel stoické školy. I když nepřijal některé krajní formy kynického způsobu chování, byl Kratétem přesto silně ovlivněn. Dochovaly se zlomky Zénónova raného spisu Ústava (Politeia) a v nich jsou obsaženy zřetelné kynické prvky, jako je zrušení peněžního oběživa, chrámů, manželství a názor, že pravé společenství tvoří jen dobří a ctnostní lidé. Tento spis prý Zénón napsal ještě v době, kdy byl mladým stoupencem Kratéta.
Kratés zemřel ve stařeckém věku a byl pochován v Boiótii.
| „               | Je třeba tak dlouho filosofovat, dokud se nebudou zdát vojevůdcové jen pohaněči oslů. | “ |
| — Kratés z Théb |                                                                                       |   |

## Dílo
Těžiště Kratétovy činnosti spočívalo v ústním kázání a napomínání, ale psal též tragédie, hymny, elegie a zvláště parodické básně. Z Kratétova díla známe jen několik zlomků, z jeho různých básní se zachovalo asi 60 veršů. V původním znění jsou fragmenty vydány v publikaci:
- DIELS, Hermann. Poetarum philosophorum fragmenta. Berolini: Weidmann, 1901. [Viz str. 216–223.]

Některé výroky a verše v českém překladu jsou v publikacích:
- DIOGENÉS LAERTIOS a MACHOVEC, Dušan, ed. Životy, názory a výroky proslulých filosofů. Překlad Antonín Kolář. Vyd. 2. Pelhřimov: Nová tiskárna, 1995. 473 s. ISBN 80-901916-3-0. [Viz stať „Kratés" na str. 249–252 a další místa dle rejstříku.]
- Řecké epigramy anthologie palatinské: (výbor). Překlad Rudolf Kuthan. Praha: Česká akademie věd a umění, 1938. XIV, 93 s.
- STIEBITZ, Ferdinand, ed. a Hošek, Radislav, ed. Bohové se smějí. Překlad Ferdinand Stiebitz. Vydání první. Praha: Státní nakladatelství krásné literatury a umění, 1965. 249 s.

Zachovala se též sbírka 35 dopisů, které jsou přičítány Kratétovi; jde však o falzifikát z doby římského císařství. Tyto dopisy jsou v původním jazyce vydány v publikaci:
- Epistolographi Graeci, rec. R. Hercher, Parisiis, Didot 1873, p. 208–217.

Čtyři z těchto podvržených dopisů jsou v českém překladu publikovány v knize:
- BORECKÝ, Bořivoj, ed. Píši ti, příteli. Překlad Václav Bahník. Vyd. 1. Praha: Odeon, 1975. 400 s. [Viz str. 19; dále viz i str. 8 a 323.]

| „               | A lásku tiší hlad a ne-li, tedy čas; když to ti nepomůže, užij provazu! | “ |
| — Kratés z Théb |                                                                         |   |